# Берта от Швабия
Берта от Швабия (на немски: Berta von Alamannien, Bertha von Schwaben; на френски: Berthe de Souabe, dite la Filandière ou la reine fileuse, La reine Berthe; * ок. 907; † сл. 2 януари 966) е като съпруга на Рудолф II кралица на Горна Бургундия, от 933 г. кралица на Бургундия и след 937 г. също кралица на Ломбардия.
Дъщеря е на Бурхард II (херцог на Швабия между 917 – 926 г. и Реция) и съпругата му Регелинда.
Берта се омъжва през 922 г. за краля на Горна Бургундия Рудолф II († 11 юли 937), който e херцог, крал на Горна Бургундия (912 – 937), крал на Долна Бургундия (Прованс) (933 – 937) и крал на Италия (922 – 926). През ноември 926 г. във Вормс той предава даденото му Копие на Лонгин обратно на крал Хайнрих I Птицелов. През 933 г. Рудолф се отказва от Италия и я дава на Хуго I и получава Долна Бургундия.
Рудолф и Берта подаряват много църкви в Западна Швейцария. След смъртта на Рудолф през 937 г. Берта е известно време настойник на крал Конрад от Бургундия. Тя се омъжва на 12 декември 937 г. за крал Хуго I от Италия, син на граф Теотбалд от Арл. Бракът е нещастен. Нямат деца. След смъртта на Хуго през 947 г. Берта живее отново северно от Алпите, което не е съвсем сигурно. Берта е почитана като легендарна, добра кралица (наричана: La reine Berthe, Berta die Spinnerin) и добра домакиня във френско-говорещата част на Швейцария, съоснователка на кантон Во.
Берта и Рудолф имат две деца:
- Конрад III (* ок. 925; † 19 октомври 993), от 937 г. крал на Горна Бургундия, женен за Матилда Френска, дъщеря на Луи IV (крал на Франция).
- Аделхайд Бургундска (* 931 или 932; † † 16 декември 999), съпруга на Лотар II и на Ото Велики, имератрица на Свещената Римска империя).